# روي سيلفا (لاعب كرة قدم مواليد 1994)
روي سيلفا (بالبرتغالية: Rui Tiago Dantas Silva) هو لاعب كرة قدم برتغالي في مركز حراسة المرمى، ولد في 7 فبراير 1994 في مايا في البرتغال. شارك مع منتخب البرتغال تحت 19 سنة لكرة القدم ومنتخب البرتغال تحت 20 سنة لكرة القدم ومنتخب البرتغال تحت 21 سنة لكرة القدم. أما مع النوادي، فقد لعب مع ناسيونال ماديرا.

## وصلات خارجية
- هذه المقالة غير مرتبط بويكي بيانات